# Тессендерло – Гелен (вінілхлоридопровід)
Тессендерло – Гелен (вінілхлоридопровід) – продуктопровід для транспортування мономеру вінілхлориду між двома виробничими майданчиками у Бельгії та Нідерландах.
В бельгійському Тессендерло діє завод компанії VYNOVA, який, використовуючи постачений по етиленопроводу ARG олефін та продукований на місці хлор, здатен виробляти 580 тисяч тонн мономер вінілхлориду на рік. Одним зі споживачів цього напівфабрикату є завод суспензійного полівінілхлориду тієї ж компанії, розташований дещо далі на схід у нідерландському Беку (Beek). При цьому, якщо у більш віддалені французький Мазенгарб та німецький Вільгельмсгафен мономер із Тессендерло відправляють загальними видами транспорту (залізничний та водний відповідно), то до нідерландського майданчика прокладено спеціалізований трубопровід.
Вінілхлоридопровід має довжину 65 км, діаметр 100 мм та розрахований на максимальний робочий тиск у 6,27 МПа. Його введення в експлуатацію припало на 1972 рік.